# Верхнє Каршлі
Верхнє Каршлі (рос. Верхний Каршли) — село Акушинського району, Дагестану Росії. Входить до складу муніципального утворення Сільрада Кассагумахинська.
Населення — 166 (2010).

## Населення
За даними перепису населення 2002 року в селі мешкало 197 осіб. У тому числі 102 (51,78 %) чоловіка та 95 (48,22 %) жінок.
Переважна більшість мешканців — даргинці (99 % від усіх мешканців). У селі переважає сирхінсько-тантинська мова.